# Telescopi reflector

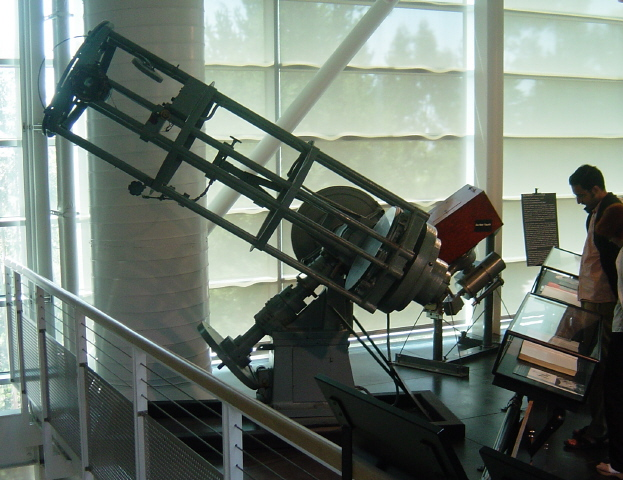
Un telescopi reflector Ritchey de 24 polzades

Un telescopi reflector és un tipus de telescopi l'objectiu del qual és un mirall còncau. El primer va ser dissenyat per Isaac Newton al voltant del 1670 amb l'objectiu d'evitar l'aberració cromàtica que pateixen els telescopis refractors (més tard aquest problema es va resoldre fent servir lents acromàtiques). Però sí que pateixen d'altres aberracions òptiques.
Aquest tipus de telescopi és potser el més utilitzat pels aficionats a l'astronomia amateur. Els telescopis reflectors per a aficionats de més diàmetre arriben fins als 300mm o 350mm. Els telescopis en l'àmbit científic professional (observatoris, en òrbita al voltant de la Terra...) tenen un diàmetre entre 2 m i 9-10. El 2001 es comptaven 49 telescopis amb un diàmetre superior a 2 metres. Tots els telescopis reflectors tenen, a més del mirall còncau que fa d'objectiu (anomenat mirall primari), un segon mirall (anomenat mirall secundari) per desviar la llum cap a un costat o cap enrere de forma que la puguem observar o detectar amb algun aparell, un ocular normalment.
En funció del tipus i la combinació de miralls primari i secundari, els reflectors es poden classificar de la següent forma:
- Telescopi newtonià (o Newton)
- Telescopi Gregory
- Telescopi Cassegrain
- Telescopi Ritchey-Chrétien

## Història

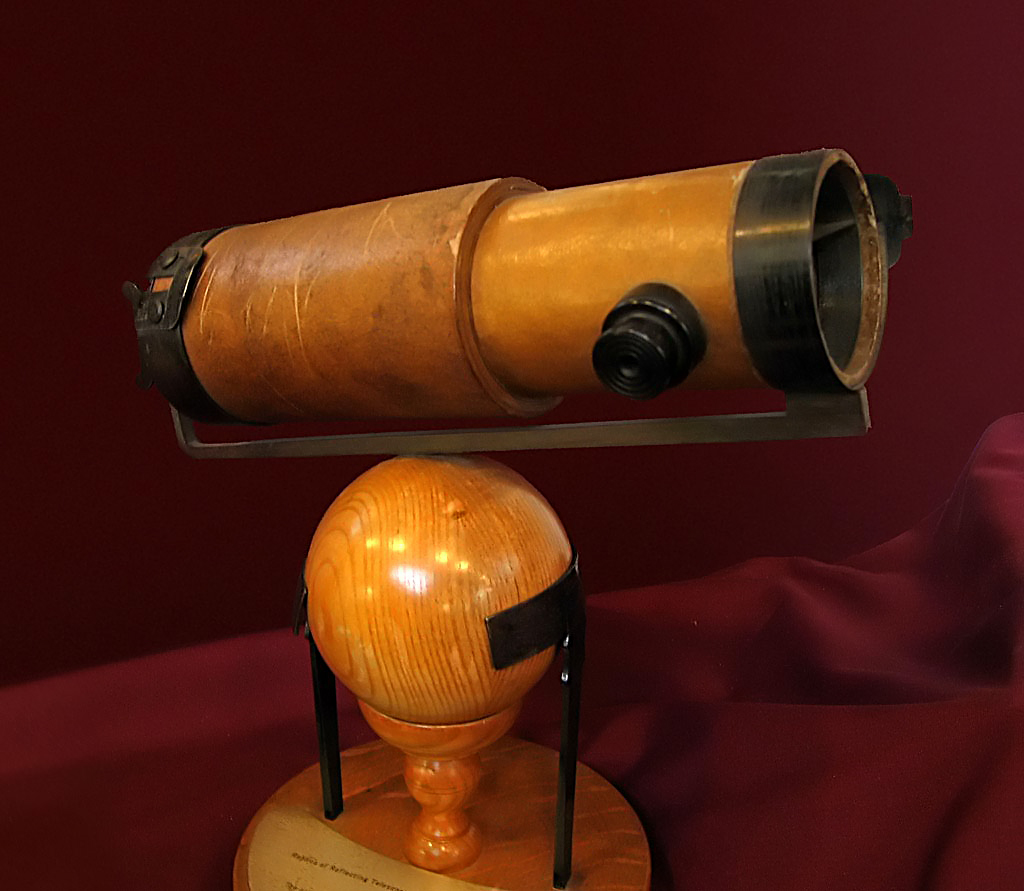
Una rèplica del segon telescopi reflector de Newton que va presentar al Royal Society en 1672

La idea que els miralls corbats comportant-se com si fossin lents es remunta almenys al tractat d'òptica del segle XI d'Alhazen, obres que havien tingut una àmplia difusió en traduccions al llatí a període postmedieval europeu. Poc després de la invenció del telescopi refractor, Galileo, Giovanni Francesco Sagredo, i d'altres, estimulats pel seu coneixement dels principis dels miralls corbats, van discutir la idea de construir un telescopi utilitzant un mirall com a objectiu de formació de la imatge. Hi havia informes que el bolonyès Cesare Caravaggi n'havia construït un cap al 1626 i el professor italià Niccolò Zucchi, en un treball posterior, va escriure que havia experimentat amb un mirall còncau de bronze en 1616, però va dir que no va produir una imatge satisfactòria. Els avantatges potencials de l'ús de miralls parabòlics, reducció principalment de l'aberració esfèrica sense aberració cromàtica, va donar lloc a molts dissenys proposats per a telescopis reflectors. Dels més rellevants, James Gregory, que va publicar un disseny innovador per a un telescopi 'reflector' en 1663. Passarien deu anys (1673), abans que el científic experimental Robert Hooke va poder construir aquest tipus de telescopi, que es va conèixer com el telescopi gregorià.
Isaac Newton generalment s'ha atribuït la construcció del primer telescopi reflector en 1668. Feia servir un metall esfèric com a mirall primari i un petit mirall diagonal en una configuració òptica que s'ha conegut com el telescopi newtonià.
Malgrat els avantatges teòrics del disseny del reflector, la dificultat de construcció i el baix rendiment dels miralls de metall utilitzat en aquell moment significava que van trigar més de 100 anys a fer-se populars. Molts dels avenços en telescopis reflectors inclouen la perfecció de la fabricació de miralls parabòlics al segle xviii, els miralls de vidre revestits de plata al segle xix (construïts per Léon Foucault en 1858), recobriments d'alumini de llarga durada al segle xx, els miralls segmentats per permetre diàmetres més grans, i òptica activa per compensar la deformació gravitatòria. Una innovació de mitjans del segle xx va ser els telescopis catadiòptrics com la càmera Schmidt, que utilitzen tant un mirall esfèric com una lent (anomenada placa correctora) com a elements òptics primaris, utilitzats principalment per a imatges de camp ampli sense aberració esfèrica.
A finals del segle XX s'han desenvolupat l'òptica adaptativa i les imatges de la sort per superar els problemes de la visió, i els telescopis reflectors són omnipresents als telescopis espacials i en molts tipus de dispositius d'imatges de naus espacials.

## Consideracions tècniques
El mirall primari és l'element òptic principal d'un telescopi reflector. La distància entre aquest i el plànol en què es forma la imatge es diu distància focal, sovint abreujat en "focal". En el plànol focal es pot instal·lar un instrument científic com una càmera CCD o un ocular per a l'observació visual directa.
Els telescopis reflectors eliminen l'aberració cromàtica però pateixen d'altres aberracions òptiques. Alguns telescopis disposen de dissenys més complexos per a corregir-ne algunes.
Els principals avantatges dels reflectors en comparació amb els refractors són:
- En una lent, el volum complet d'aquesta ha d'estar lliure d'imperfeccions mentre que en un mirall només cal assegurar la perfecció de la superfície.
- La llum de diferents longituds d'ona travessa la lent a diferents velocitats i això provoca una aberració cromàtica. La creació de lents acromàtiques de gran grandària que corregisquen aquest problema és un procés molt car, i que no cal en el cas d'un mirall.
- Existeixen problemes estructurals importants per a utilitzar lents de gran diàmetre. Les lents només es poden agafar pels costats i si són molt grans la distorsió produïda per la gravetat pot distorsionar la imatge. Un mirall pot ser agafat per tota la seua superfície, evitant aquest problema.

## Tipus de telescopis reflectors
- Newtonià.
- Ritchey-Chretien. El més utilitzat en els telescopis professionals.
- Cassegrain. Desenvolupat poc després que els telescopis newtonians en el segle xviii.
- Gregory. Gràcies a un mirall secundari còncau permeten obtindre una imatge no invertida apta per a l'observació terrestre. No són molt populars en l'actualitat.
- Schmidt-Cassegrain. El mirall primari parabòlic es substitueix per un mirall esfèric i l'aberració esfèrica es corregeix amb una placa de Schmidt en el mirall secundari. Permet combinar bones característiques de reflectors i refractors, i s'utilitzen normalment per a obtindre imatges de camp ampli. També són molt populars entre els aficionats.
- Maksutov.
- Schmidt. Utilitzat per a obtindre fotografies de gran camp.

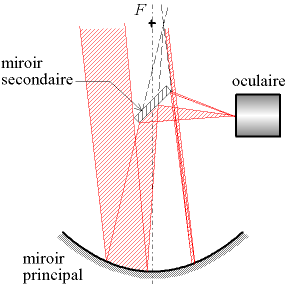
Newtonià
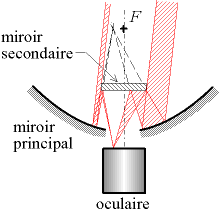
Cassegrain
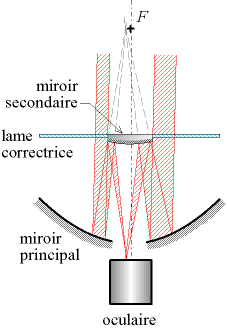
Schmidt-Cassegrain
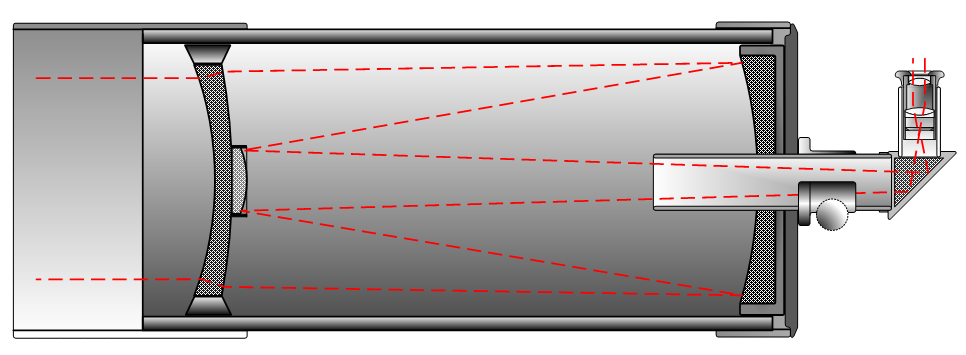
Maksutov-Cassegrain

## Ús en investigació astronòmica

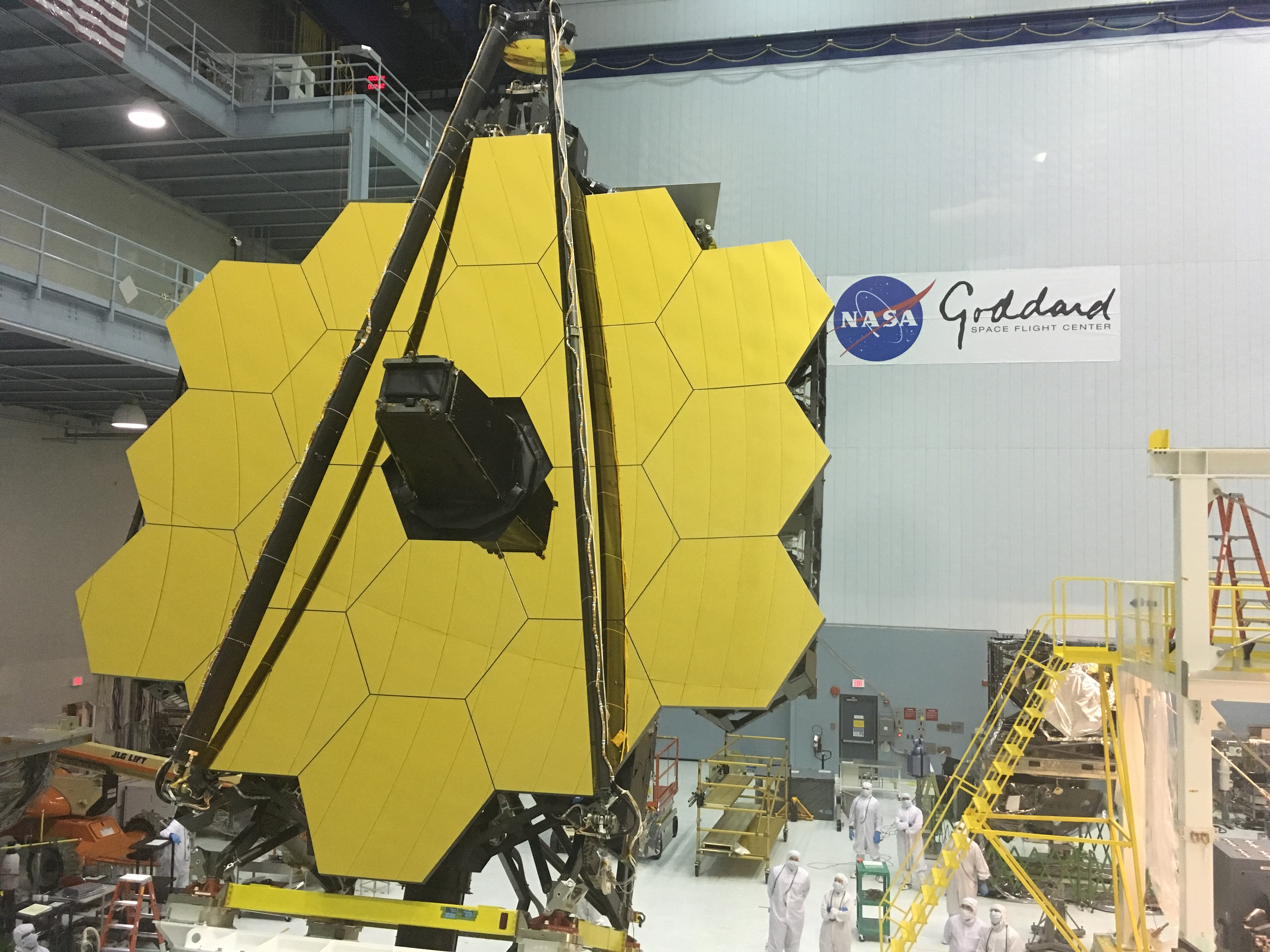
Mirall principal muntat al Goddard Space Flight Center, Maig de 2016.

Gairebé tots els grans telescopis astronòmics de grau de recerca són reflectors. Hi ha diverses raons per a això:
- Els reflectors funcionen en un espectre de llum més ampli, ja que certes longituds d'ona s'absorbeixen en passar per elements de vidre com els que es troben en un refractor o en un telescopi catadiòptric.
- En una lent tot el volum de material ha d'estar lliure d'imperfeccions i heterogeneïtats, mentre que en un mirall, només una superfície ha d'estar perfectament polida.
- La llum de diferents longituds d'ona viatja a través d'un medi diferent del buit a diferents velocitats. Això provoca aberració cromàtica. Reduir-ho a nivells acceptables normalment implica una combinació de dues o tres lents de mida d'obertura (vegeu acròmat i apocromàtic per a més detalls). Per tant, el cost d'aquests sistemes augmenta significativament amb la mida de l'obertura. Una imatge obtinguda d'un mirall no pateix aberració cromàtica per començar, i el cost del mirall s'escala molt més modestament amb la seva mida.
- Hi ha problemes estructurals relacionats amb la fabricació i manipulació de lents de gran obertura. Com que una lent només es pot mantenir al seu lloc per la vora, el centre d'una lent gran s'enfonsa a causa de la gravetat, distorsionant la imatge que produeix. La mida pràctica més gran de la lent d'un telescopi refractiu és d'aproximadament 1 metre.[11] En canvi, un mirall es pot recolzar per tot el costat oposat a la cara reflectant, el que permet dissenys de telescopis reflectants que poden superar la caiguda gravitatòria. Els dissenys de reflectors més grossos actualment superen els 10 metres de diàmetre.[cal citació]

## Plans focals

### Enfocament principal

Un disseny de telescopi d'enfocament principal. L'observador/càmera es troba al punt focal (es mostra com una X vermella).

En un disseny de enfocament principal no s'utilitza cap òptica secundària, s'accedeix a la imatge al punt focal del mirall primari. Al punt focal hi ha algun tipus d'estructura per subjectar una placa de pel·lícula o un detector electrònic. En el passat, en telescopis molt grans, un observador s'asseia dins del telescopi en una "gàbia d'observació" per veure directament la imatge o fer funcionar una càmera. Avui en dia, les càmeres de CCD permetre el funcionament remot del telescopi des de gairebé qualsevol part del món. L'espai disponible al focus principal està molt limitat per la necessitat d'evitar obstruir la llum entrant.
Els radiotelescopiss solen tenir un disseny d'enfocament principal. El mirall és substituït per una superfície metàl·lica per reflectir ones de ràdio, i l'observador és una antena.

### Enfocament Cassegrain

Disseny Cassegrain

Per als telescopis construïts segons el disseny de Cassegrain o altres dissenys relacionats, la imatge es forma darrere del mirall primari, al punt focal del mirall secundari. Un observador mira per la part posterior del telescopi, o hi ha una càmera o un altre instrument muntat a la part posterior. El focus Cassegrain s'utilitza habitualment per a telescopis amateurs o telescopis de recerca més petits. No obstant això, per a telescopis grans amb instruments corresponents de grans dimensions, un instrument al focus de Cassegrain s'ha de moure amb el telescopi mentre gira; això imposa requisits addicionals a la resistència de l'estructura de suport de l'instrument i limita potencialment el moviment del telescopi per tal d'evitar la col·lisió amb obstacles com ara parets o equips dins de l'observatori.

### Enfocament Coudé i Nasmyth

Camí de llum Nasmyth/coudé.

#### Nasmyth
El disseny Nasmyth és similar al Cassegrain, excepte que la llum no es dirigeix a través d'un forat al mirall primari; en canvi, un tercer mirall reflecteix la llum al costat del telescopi per permetre el muntatge d'instruments pesants. Aquest és un disseny molt comú en els grans telescopis de recerca.